# Bagrus filamentosus
Bagrus filamentosus és una espècie de peix de la família dels bàgrids i de l'ordre dels siluriformes.

## Morfologia
Els mascles poden assolir els 69 cm de longitud total.

## Distribució geogràfica
Es troba a Àfrica: conca del riu Níger.